# Tegorhynchus cetratus
Tegorhynchus cetratus är en hakmaskart som först beskrevs av Van Cleave 1945.  Tegorhynchus cetratus ingår i släktet Tegorhynchus och familjen Illiosentidae. Inga underarter finns listade i Catalogue of Life.